# Born to Sing the Blues
Born to Sing the Blues (в превод от английски: „Роден/а да пее блус“) е дебютният албум на уелската певица Шърли Беси, издаден като 10-инчова дългосвиреща плоча през 1957 г. чрез лейбъла Филипс Рекърдс. Дългосвирещите плочи са новост в средата на 50-те и 10-инчовият албум е бързо въведен като формат за албуми. В рамките на няколко години 12-инчовият албум е форматът, предлаган на купуващата грамофонни плочи публика, и остава така до средата на 80-те, когато компактдисковете превземат пазара мълниеносно.

## История на създаването
Беси подписва година по-рано с Филипс чрез Джони Франц и издава три сингъла, които не пробиват в класациите, включително дебютния ѝ запис Burn My Candle (At Both Ends). Но 1957 г. ѝ носи първия успех в класациите с хита от първата десетка, The Banana Boat Song. Филипс не е сигурен към кой пазар трябва да насочи певицата. Те правят записи на песни от Великата американска книга с песни, новаторски песни и дори блус. Откриващата песен от албума, единствената, която е издадена по-рано, е Born to Sing the Blues. Този трак е един от трите сингъла, издадени през 1956 г., като „Б“-страна на The Wayward Wind. След успешно концертно изпълнение на песента по британската телевизия, Джон Франц решава да я представи в албум с традиционни блус песни. Някои от композициите са написани от У. С. Хенди, известен още като „Бащата на блуса“.
Записите са в моно вариант, като не е известно да съществуват стерео версии. През 70-те Филипс ги преиздава в „електронно подобрено“ стерео (наричано още „псевдостерео“), но насложените ехо-ефекти не стават популярни и тези версии не са преиздадени. Дълги години записите на Беси чрез Филипс не са като цяло налични на компактдиск. В края на първото десетилетие на 21 век те попадат в полето на общественото внимание и в последните няколко години няколко компилации са издадени на компактдиск. Най-пълното издание е Burn My Candle – The Complete Early Years 1956-58 от Фантастик Воядж Мюзик, издадено през 2009 г.